# Spitzwiesen, Nemški Grebinj
Spitzwiesen je naselje v Občini Nemški Grebinj v Okraju Šentvid ob Glini na Koroškem v Avstriji.